# Чуйківка
Чу́йківка — село в Україні, у Дружбівській міській громаді Шосткинського району Сумської області. Населення становить 217 осіб (липень 2025 року). До 2016 року орган місцевого самоврядування — Чуйківська сільська рада.

## Географія
Село Чуйківка знаходиться за 1,5 км від правого берега річки Івотка, нижче за течією на відстані 0,5 км розташоване село Бугор, а також за 1 км - місто Дружба. По селу протікає пересихаючий струмок з загатами. До села примикають великі лісові масиви (сосна, дуб).

## Назва
Назва населеного пункту походить від назви одягу: «чуйки» — верхній одяг до коліна, який шили місцеві жителі і торгували ним. Також мешканці займалися смолокурінням, лісозаготівлею.

## Історія
Село Чуйківка засновано в XVIII столітті.
У 1943 році біля села здійснив свій подвиг піонер Костя Янін. Наступаючі радянські війська вийшли до мосту, який був замінований. Костя Янін знав про це і побачивши що наближається радянська техніка, вибіг на міст і розмахуючи руками намагався її зупинити. Але міна спрацювала, пролунав вибух. Ціною власного життя Костя врятував життя радянських воїнів. Посмертно нагороджений орденом Вітчизняної війни I ступеня. Могила знаходиться на кладовищі села Чуйківка, недалеко від того місця, де він здійснив свій подвиг.
12 червня 2020 року, відповідно до Розпорядження Кабінету Міністрів України № 723-р «Про визначення адміністративних центрів та затвердження територій територіальних громад Сумської області» увійшло до складу Дружбівської міської громади.
19 липня 2020 року, в результаті адміністративно-територіальної реформи та ліквідації Ямпільського району, село увійшло до Шосткинського району.

#### Російське вторгнення в Україну (з 2022)
29 листопада 2022 року зі ствольної артилерії росіяни обстріляли Дружбівську громаду. Зафіксовано  13 «прильотів». Був пошкоджений об'єкт критичної інфраструктури та електромережі. У місті Дружба та селах Чуйківка і Дорошівка Дружбівської громади відсутнє електропостачання.
19 липня 2024 року російські війська обстріляли село. Зафіксовано 1 вибух, ймовірно міномет 120 мм.   
5 серпня 2024 року війська російського агресора обстріляли село. Зафіксовано 4 вибухи, ймовірно ствольна артилерія 122 мм.    
14 серпня 2024 року село зазнало чергової атаки агресора. Оперативне командування "Північ"  зафіксувало 2 вибухи, ймовірно міномет 120 мм.       

## Пам'ятки архітектури
Історичним пам'ятником часів гетьманщини на території району є будівля діючої церкви Успіння Богородиці у селі Чуйківка. Дерев'яна одноверха церква стоїть у рівнинній місцевості на пагорбі край села над річкою Гибин (правий доплив річки Івотка, басейн Десни). Збудована церква у 1730 році, коли Чуйківка перебувала у власності державного канцлера графа Гаврила Головкіна. Церква кілька разів перебудовувалася — у 1753, на початку та у середині XIX століття. У 1930–х роках церкву закрили, зруйнували верхній ярус дзвіниці і перетворили на сільський клуб. З 1943 року будівля знову почала використовуватися за прямим призначенням. Успенська церква у Чуйківці є безцінною пам'яткою народної дерев'яної архітектури, найдавнішою на Сумщині, що зберегла свої первісні форми. За монументальністю образу, масштабністю й композиційною довершеністю їй немає рівних серед вцілілих тридільних одноверхих дерев'яних храмів Лівобережної України.

## Сьогодення
На території сільської ради розташовані: Чуйківське лісництво Свеського Держлісгоспу, сільськогосподарське підприємство СТОВ «Зоря», сільська рада, загальноосвітня школа 1-2 ступенів, фельдшерсько-акушерський пункт, бібліотечна філія Ямпільської ЦБС, сільський Будинок культури, відділення поштового зв'язку, три магазини, Успенська церква.

## Видатні люди
Народилися
- Образ Василь Сидорович (16 серпня 1922 — 17 жовтня 1993, Полтава) — радянський військовик, генерал-лейтенант, начальник Полтавського вищого військового зенітно-артилерійського училища у 1969—1979 роках. Учасник німецько-радянської війни. Нагороджений двома орденами Червоного Прапора, орденами Вітчизняної війни та Червоної Зірки, багатьма медалями[8].
- Сапсай Петро Данилович — інженер-винахідник ракетних систем, мешкає у Києві.
- Солодовник Нестор Семенович (28 лютого 1906 — 24 липня 1998, Москва) — радянський військовик, генерал-майор бронетанкових військ, провідний спеціаліст Головного розвідуправління з проблем гострих міжнародних відносин, начальник кафедри військової академії, військовий аташе Радянського посольства в Німеччині, автор літературної праці «М. М. Неплюєв і Воздвиженське Трудове Братство». Учасник німецько-радянської війни[9].
- Чепик Василь Прокопович — радянський військовик, автоматник мотострілецького батальйону 19-ї гвардійської механізованої бригади 8-го гвардійського механізованого корпусу 1-ї гвардійської танкової армії 1-го Білоруського фронту, гвардії молодший сержант, повний кавалер ордена Слави. Учасник німецько-радянської війни.

Загинули
- Глоба Євген Олександрович (1998-2023) — молодший сержант Збройних сил України, відзначився у ході російського вторгнення в Україну, учасник російсько-української війни, Герой України з врученням ордена «Золота Зірка» (посмертно)[10].